# Wola Niemiecka
Wola Niemiecka – wieś w Polsce położona w województwie lubelskim, w powiecie lubelskim, w gminie Niemce.
W latach 1975–1998 miejscowość administracyjnie należała do ówczesnego województwa lubelskiego.
Wieś stanowi sołectwo gminy Niemce. Według Narodowego Spisu Powszechnego z roku 2011 wieś liczyła 1145 mieszkańców.
Wierni Kościoła rzymskokatolickiego należą do parafii św. Ignacego Loyoli i św. Piotra i Pawła w Niemcach.

## Części wsi
| SIMC    | Nazwa     | Rodzaj    |
| ------- | --------- | --------- |
| 0387849 | Malinówka | część wsi |

## Wspólnoty wyznaniowe
- Miejscowi wierni Kościoła rzymskokatolickiego należą do parafii w Niemcach[10]
- Świadkowie Jehowy: zbór, Sala Królestwa[11].